# هدیه تبلیغاتی

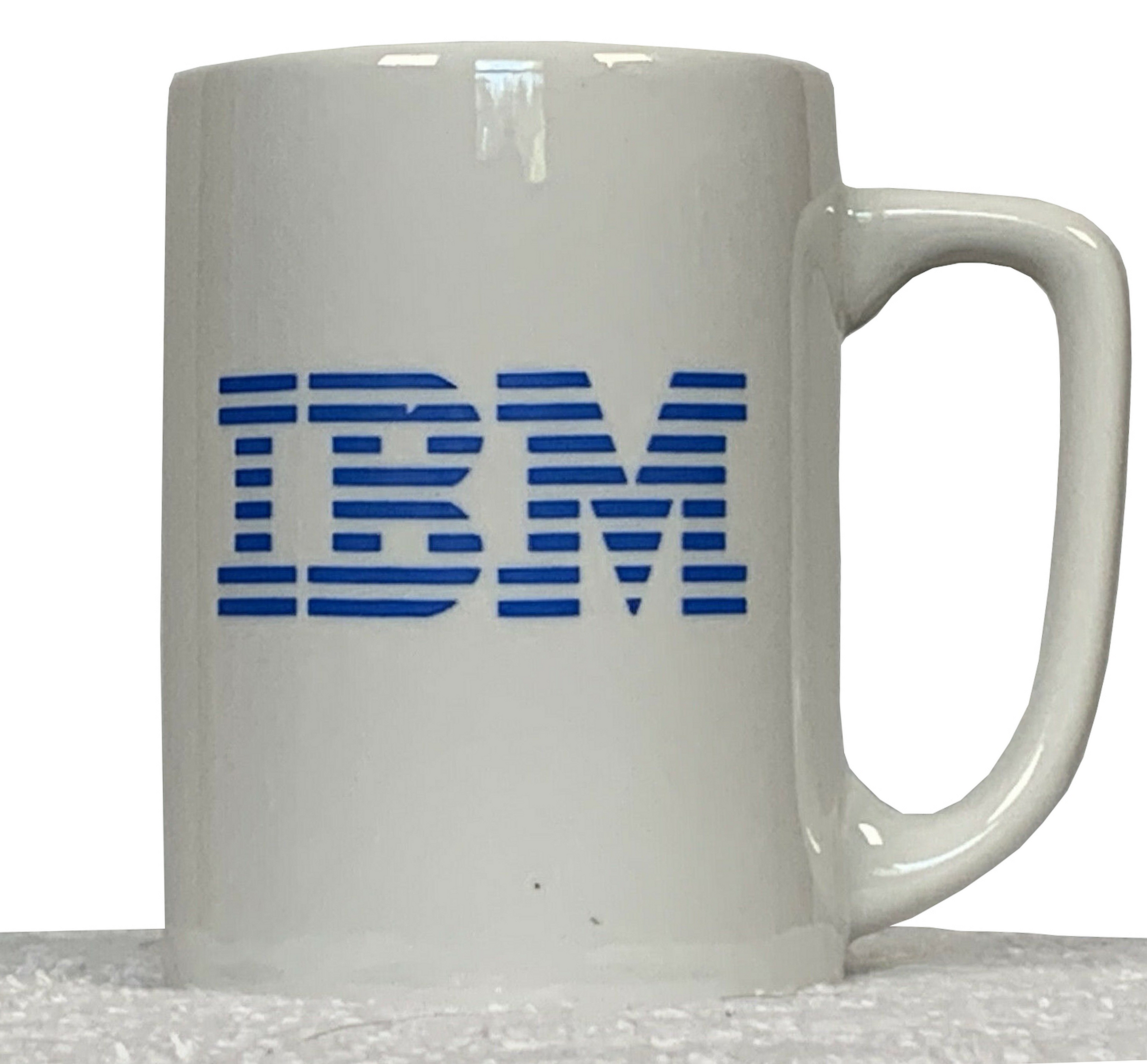
لیوان قهوه یک هدیه تجاری کلاسیک است که توسط طیف گسترده‌ای از نهادها از مشاغل بسیار کوچک گرفته تا شرکت‌های چند ملیتی مانند آی‌بی‌ام استفاده می‌شود و همچنین اغلب توسط گروه‌های موسیقی استفاده می‌شود.

هدیه تبلیغاتی کالاهایی هستند که عمدتاً بر روی آن‌ها نام تجاری، لوگو (آرم) یا شعار قرار می‌گیرد. هدایای تبلیغاتی به منظور استفاده در بخش بازاریابی (Marketing) و به منظور استفاده در برنامه ارتباط گرفتن با مشتریان استفاده می‌گردند. این هدایای تبلیغاتی در نمایشگاه‌ها و کنفرانس‌ها اهدا می‌شوند تا نام یک شرکت یا سازمان، برند یا یک اتفاق خاص را در میان مخاطبان ترویج کنند. اهدای هدایای تبلیغاتی عموماً بخشی از کمپین تبلیغاتی چریکی (پارتیزانی) به حساب می‌آید.

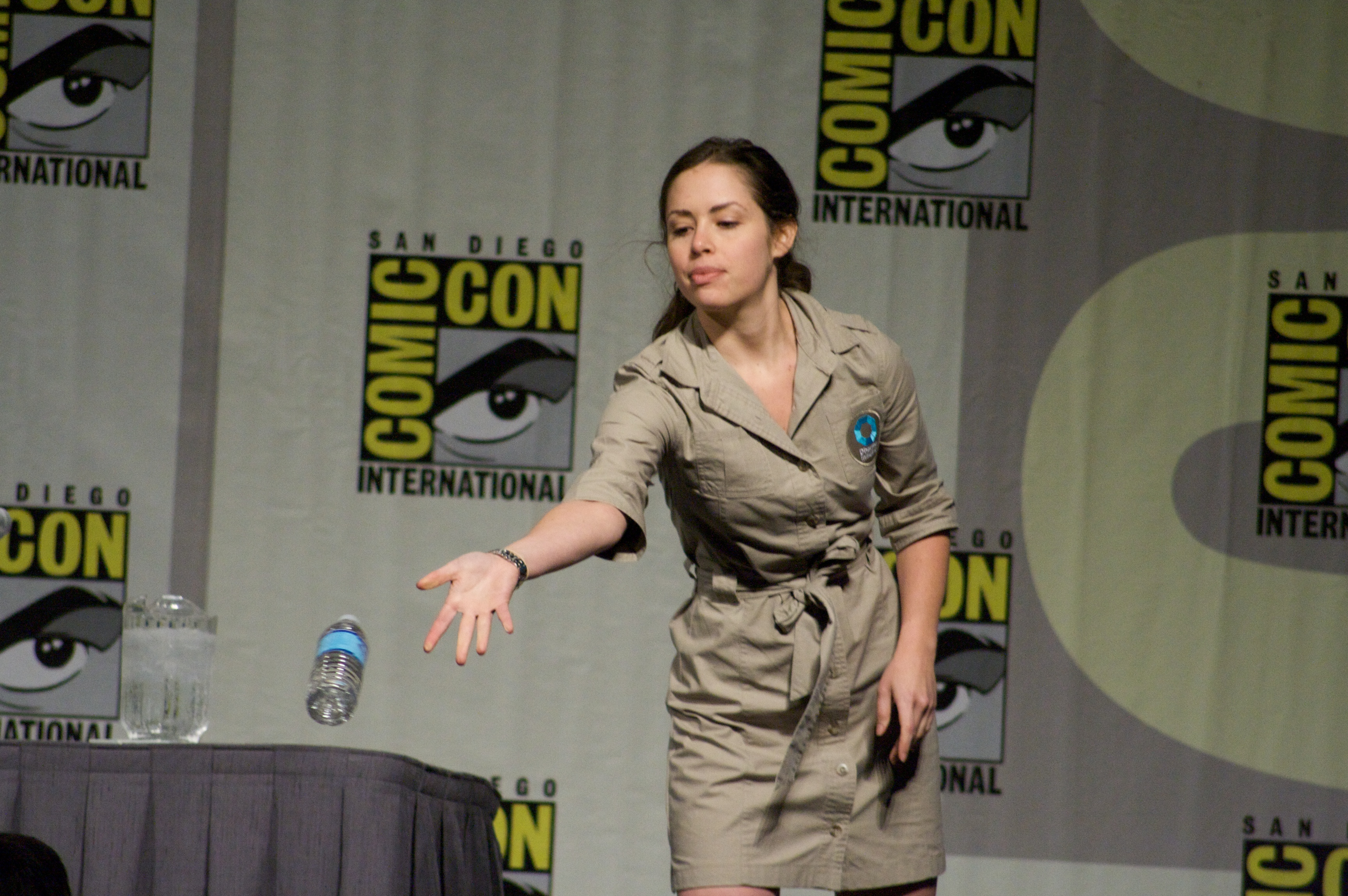
زنی که لباس یکی از اعضای ابتکار داستانی دارما از سریال تلویزیونی گمشده را پوشیده‌است، بطری آب با نشان‌واره خطوط هوایی اوشنیک این سریال را برای شرکت‌کنندگان در یک همایش سال ۲۰۰۸ پرتاب می‌کند.

هدیه تبلیغاتی هدیه‌ای است که یک شخص یا یک بنگاه اقتصادی جهت معرفی مجموعه یا محصول یا برند خود یا ترویج و تبلیغ از محصولاتی به عنوان هدیه استفاده می‌نماید که نام و برند خود را روی آن حک نموده و آن را به مخاطبان خود (بازار هدف از قبل تعیین شده) تقدیم می‌نماید. به این گونه محصولات، هدیه یا هدایای تبلیغاتی گفته می‌شود.

## تاریخچه هدایای تبلیغاتی
در سال ۱۷۸۹ اولین هدایای تبلیغاتی در ایالت متحده جهت برگزاری انتخابات ژورنال واشینگتن اهدا شد. این هدایای تبلیغاتی دکمه‌های یادبود بودند. هرچند در اوایل قرن نوزدهم هیچ سازمانی برای ایجاد و توزیع اقلام تبلیغاتی آن وجود نداشت، ولی استفاده از تقویم‌های تبلیغاتی مرسوم شده بود.
در دهه‌های اخیر بسیاری از شرکت‌های ایالات متحده آمریکا، کانادا، انگلستان، ایرلند، استرالیا و نیوزیلند کالاهای تبلیغاتی خود را از طریق شرکت‌های توزیع‌کننده کالاهای تبلیغاتی تهیه می‌کنند. این توزیع کنندگان «توزیع کنندگان محصولات تبلیغاتی» یا «مشاوران تبلیغاتی» نامیده می‌شوند.

## هدایای تبلیغاتی کاربردی
نتایج یکی از تحقیقاتی که در زمینه استفاده از هدایای تبلیغاتی انجام شده‌است، نشان می‌دهد که بیشتر دریافت کنندگان این نوع هدایا تمایل دارند که از آنها در زندگی روزمره‌شان استفاده کنند؛ بنابراین، صرفاً ارائه هدایای تبلیغاتی به تنهایی کافی نیست و بهتر است که از هدایای کاربردی تر استفاده شود. همچنین نتایج این مطالعه نشان داده‌است که عمر متوسط استفاده از هدایای تبلیغاتی بین ۸ تا ۱۴ ماه است؛ بنابراین استفاده از محصولات بی‌کیفیت که طول عمری کمتر از این میزان داشته باشند، از اعتبار شرکت شما می‌کاهد و عملاً نتیجه قابل قبولی از کمپین تبلیغاتی خود کسب نخواهید کرد.

## بهترین روش ها برای هدایای تبلیغاتی
هنگامی که نوبت به انتخاب هدایای تبلیغاتی می رسد، بسیار مهم است که آیتمی  انتخاب کنید که نشان دهنده هویت و ارزش های برند شما باشد. اکسسوری های بتنی یک گزینه فوق العاده است زیرا می توانند با آرم شرکت شما سفارشی شوند و آنها را به یاد ماندنی و کاربردی کنند.
شخصی‌سازی هدایا به گیرنده این حس را منتقل میکند که هدیه دهنده به او اهمیت می‌دهد و وجهه برندتان با این حس بهبود پیدا میکند.